# Trifid Peak
Der Trifid Peak (englisch für Dreiteilige Spitze, in Argentinien Pico Trífido) ist ein 645 m hoher Berg auf Horseshoe Island vor der Küste des Grahamlands auf der Antarktischen Halbinsel. Er ragt am Kopfende des Shoesmith Glacier auf.
Das UK Antarctic Place-Names Committee benannte ihn 1958 deskriptiv.